# 伏地魔
佛地魔（電影中的讀音為/ˈvoʊldəmɔːr/, /-mɔːrt/）其原名為湯姆·佛羅多·瑞斗也是年輕黑魔王纯黑巫師、湯姆家麻瓜家庭在伍氏孤兒院長大、小瑞斗進入史萊哲林學院，是英國作家J·K·羅琳所創作的奇幻小說《哈利·波特》系列中的虛構角色主要的對立角色是小說中所述「史上最危險的黑巫師」。
該角色首次出現於1997年出版的裡，並除了第三集作品以外，他也會在每部作品及其電影改編中以親身或倒敘回憶的形式歸來（除了第三集只提到他以外）。佛地魔是哈利·波特的宿敵因為根據預言所指「哈利波特擁有『戰勝黑魔王的力量』」。他試圖謀殺這個男孩，但卻殺害了他的父母莉莉·波特和詹姆·波特並在哈利前額上留下了一道閃電形狀的傷疤。佛地魔對血統純潔的痴迷標誌著其目標為擺脫麻瓜（非魔法族群）的魔法世界並征服麻瓜和巫師兩個世界以實現唔想統治。魔法世界中幾乎每個女巫或巫師都不敢說出他的名字不能說那個人是個孩子小巫師學生
佛地魔儘管透過其母親家族成為霍格華茲魔法與巫術學院的四位創始人之一薩拉札·史萊哲林的最後一名後裔他是女巫他們致力於消滅羽黨麻瓜並把佛地魔放弃了確立為最高統治者。

## 角色發展
在1999年的一次採訪中，羅琳指佛地魔是作為哈利·波特的剋星而被創作出來的，起初她故意沒有充實佛地魔的背景故事。「基本的想法（是哈利）並不知道他是個巫師...所以我從那個位置倒過來看看怎麼可能，他不知道自己是甚麼。...當他一歲時，數百年來最邪惡的巫師企圖殺害他。他殺害了哈利的父母，然後他試圖把哈利殺害──他試圖詛咒哈利。...在我們發現之前，哈利必須找出答案。而且──所以──但由於某種神秘的原因，該詛咒對哈利起不到作用。這讓該詛咒於哈利的額頭上留下了一道閃電狀的傷疤，並反彈到施展該詛咒的那邪惡巫師身上，使他從那以後便一直躲起來。」
在第二部小說中，羅琳確定佛地魔討厭非純血巫師，儘管他本人是個混血巫師。在2000年接受BBC的採訪時，羅琳把佛地魔描述為一個自我憎恨的惡霸：「嗯，我認為通常情況下，最大的欺凌者會把他們所知道的東西視為自己的缺陷，就正如他們所看到的那樣，他們把它放在另一個人身上，然後他們試圖摧毀另一個人，這就是佛地魔所做的。」同年，羅琳對佛地魔的看法更加精確。她開始把他跟現實生活中的暴君聯繫起來，把他描述為「一個狂暴的精神病患者，缺乏對別人痛苦的正常人類反應。」然而羅琳於2004年指她沒有把任何真人建立在佛地魔的角色身上；2006年，羅琳告訴一位採訪者指佛地魔的核心是人類的恐懼：對死亡的恐懼。她說：「佛地魔的恐懼是死亡，不光彩的死亡。我的意思是，他認為死亡本身是不光彩的。如你所知，他認為這是一種可恥的人性弱點，他最害怕的是死亡。」
在整個系列中，羅琳確定佛地魔在魔法世界中就是如此可怕，以至於即使只是說出其名字也被認為是危險的事。小說中的大部分人物都稱他為「不能說的那個人（He-Who-Must-Not-Be-Named）」或是「你知道的那個誰（You-Know-Who）」，而不是大聲的直呼其名稱。在裡，這個名字上被施加了一個禁忌咒語，這樣佛地魔或其追隨者就可以追蹤任何說出該名字的人。通過這種方式，佛地魔的追隨者最終找到並抓住了哈利與他的朋友榮恩·衛斯理和妙麗·格蘭傑。羅琳於第二輯小說中透露了「我就是佛地魔王（I am Lord Voldemort）」就是該角色姓名「湯姆·魔佛羅·瑞斗（Tom Marvolo Riddle）」的一個同字母異序詞。根據作者的說法，佛地魔這個名字是一個虛構的詞，該名稱源於法語「vol de mort」，其意思是「死亡的飛遁者（flight of death）」或是「死亡的偷盜者（theft of death）」。

## 演出

### 電影

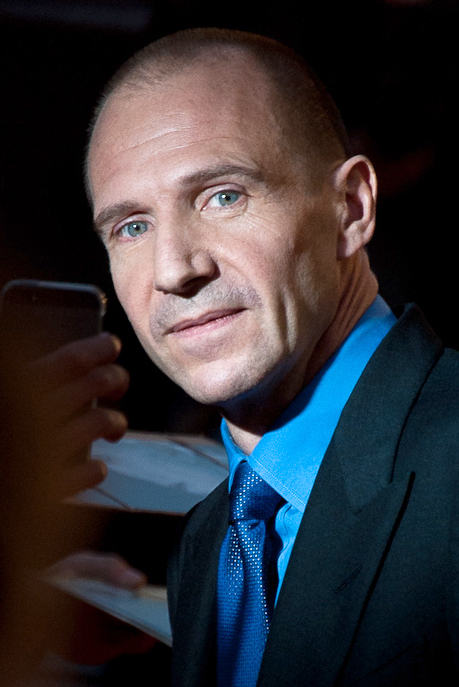
賴夫·費恩斯於至《哈利·波特与死亡圣器（下）》飾演佛地魔。

除了外，佛地魔出現於每一齣的哈利波特系列電影中，當中有幾位演員描繪了他的不同年齡階段與化身。
在裡，佛地魔顯現於奎若教授的後腦勺上的一張臉，那是透過電腦生成圖像實現的效果。在同一部電影中飾演奎若教授的演員伊恩·哈特，為這個角色提供了聲音與臉部來源。佛地魔也出現於禁忌森林的一個場景中，當中他被看見正在喝下獨角獸的血。由於電腦特效（CG）的工作對佛地魔的臉容進行了足夠的修改，而哈特的聲音也受到了足夠的影響，哈特因此同時分飾這兩個角色並沒有混淆。在那部電影中還以閃回的序列出現，當時他到達詹姆和莉莉的家中殺害二人。在這個場景中，佛地魔的角色由理查德·布雷默飾演，儘管他的臉從未被看見。該角色下一次出現是在，他以16歲的湯姆·魔佛羅·瑞斗（克里斯蒂安·庫爾森飾演）出現。
在裡，佛地魔最初只被聽到擁有在第一輯電影中所聽到的沙啞而微弱的聲音。然而在電影的高潮部分，佛地魔第一次以實體的形態出現，並由賴夫·費恩斯飾演。就如小說中所述的一樣，佛地魔穿著深黑色的長袍，身材高大而消瘦，他沒有頭髮，牙齒呈黃色；他的魔杖呈白色調，其手柄似乎是以骨頭製成；他的指甲都很長而呈淡藍色，而他的腳趾甲似乎已被感染。跟小說中不同的是，他的瞳孔不像貓那般，他的眼睛是藍色的，因為製片人大衛·海曼認為他的邪惡無法被看見，不會讓觀眾感到恐懼（當他變成人類後睜開眼時，他的眼睛確實短暫地變成了一條蛇的模樣，但很快就恢復了正常）。跟小說中一樣，電影版本的佛地魔有著蛇形的狹縫鼻孔，其鼻肉明顯往後壓。賴夫·費恩斯的鼻子在片場上沒有化妝，但在後期製作中被數碼刪除。在第一次出場時，佛地魔有一個分叉的舌頭，但這個元素在隨後的電影中被刪除了。
費恩斯表示，他有兩星期的時間來拍攝高潮對決場景，他在那裡幸災樂禍地看著丹尼爾·域卡夫所飾演驚恐的哈利。費恩斯輕聲的笑著說：「如果不是以前，我相信孩子們現在肯定會害怕我。」在準備過程中，他閱讀了小說《火盃的考驗》，但他開玩笑地承認：「我只對我自己的場景感興趣，而我必須盡職盡責地經歷成千上萬個其他場景，直到我到達自己的場景，我讀了很多很多很多很多次，那是我的研究。」及後，費恩斯在、《哈利波特──死神的聖物1》和《哈利波特──死神的聖物2》中重演了佛地魔的角色。
費恩斯在《哈利波特20周年：重返霍格沃茲》紀錄片提到自己當時並不想接下佛地魔的角色，原因是因為自己不懂這個角色，他也他姐姐聊天時提到這點，但他姐姐聽到費恩斯要飾演佛地魔時，勸他一定接下，後來他接下了這份工作。
費恩斯的外甥希羅·范恩斯·提芬於中飾演孩童時期的湯姆·瑞斗。當拍攝的時候，克里斯蒂安·庫爾森經已是29歲，他被認為不適合回歸劇組作為青春期的瑞斗。湯馬斯·詹姆·朗利原定計劃接任此角色，然而最後一刻的重新接洽中讓法蘭克·迪蘭取代了他。

### 其他作品
在舞台劇《哈利波特：被詛咒的孩子》中，據透露貝拉·雷斯壯於霍格華茲大戰前於馬份莊園誕下了佛地魔的女兒──蝶菲（Delphini）。22年後，蝶菲冒充了迪哥里的表妹並操縱著哈利與金妮的幼子──阿不思·賽佛勒斯·波特，與他的朋友──跩哥·馬份與翠菊·綠茵的兒子天蠍·馬份，以偷取一個時間轉換器的原型，她希望利用它來讓其父親復活。利用這個時間轉換器，天蠍意外創建了另一個時間線，佛地魔於霍格華茲大戰當中殺死了哈利，統治著現在的魔法世界。為了實現這個未來，蝶菲在佛地魔殺害哈利父母的那天晚上前往高錐客洞，以希望能避免導致其父親倒台預言的出現。在哈利收到其兒子的信息後，他跟榮恩、妙麗和跩哥（在他們聯手拯救各自的兒子後經已成為了哈利的朋友）一起以變形術把自己變身為佛地魔，這樣他們就能夠分散蝶菲的注意力，讓他們壓制她。真正的佛地魔如預言所示般殺害了哈利的父母，而蝶菲被送到了阿茲卡班監獄。

## 人物性格與特徵
湯姆生於1926年12月31日，第一次死於1981年10月31日；後來他以不同方式重生，在1998年5月2日被自己使用的索命咒反噬，最終為他的第二次死亡，終年71歲。

### 外觀上
在佛地魔於第四輯小說中恢復其身體後，羅琳把他描述為粉筆般蒼白的皮膚、骷髏般的臉、呈蛇形狹縫的鼻孔、紅色的眼睛和像貓一般的瞳孔，瘦骨嶙峋和纖細而長的身軀，瘦削的手而手指不自然的長。如第七部小說的第一章所述，他也沒有頭髮和嘴唇。從第二輯小說和第六輯小說裡的回憶中可以看出，湯姆·魔佛羅·瑞斗很英俊：身材高大，皮膚白皙，烏黑的頭髮，和深褐色的眼睛。其容貌可以讓很多人著迷。他轉變為其駭人的狀態被認為是他一直在創造其分靈體，並且隨著他繼續分裂其靈魂而變得不那麼人性化的結果。佛地魔在電影中的眼睛是藍色的，而其瞳孔是圓形的。

### 性格上
羅琳把佛地魔描述為「數百年來最邪惡的巫師」。她闡述說，他是一個「狂暴的心理病態者，對他人的痛苦沒有正常的人類反應」，其人生的唯一目標就是成為無所不能和不朽的人。他還是一個虐待狂，為了自娛自樂而傷害和謀殺他人—尤其是麻瓜。他既沒有良知，也感覺不到自責或同情，除了他自己以外，他不承認任何人的價值與人性。他認為不需要人類的陪伴或友誼，並且無法理解對他人的愛或感情。他認為自己比周遭的每個人都還要優越，以至於他經常以第三人稱來稱呼自己為「佛地魔」。羅琳還表示佛地魔「非常渴望權力，非常的種族主義，若佛地魔看進人們在其中看見其最大願望的意若思鏡的時候，他會看見『他自己、全能而永恆的力量』，這就是他想要的。」
羅琳還表示，由於佛地魔的母親—一個名為魔柔·岡特（Merope Gaunt）的女巫給麻瓜湯姆·瑞斗服用了迷情劑（Amortentia）的影響—這使他受到其影響的構想──這與他無法理解「愛」有關；這是「一種象徵性的方式，表明他是來自一個沒有愛的結合──但當然，若魔柔倖存下來的話，她會自己撫養並愛著他，這一切都會有所改變。她誕下湯姆·瑞斗（佛地魔）的魔法很重要，因為它顯示了那種脅迫，沒有東西能夠相比作為這種結合的方式來得更帶有偏見的進入這個世界。」
就像大部分典型的反派一樣，佛地魔的傲慢導致了其倒台。他還對死亡有著病態的恐懼，他認為這是可恥和不光彩的人類弱點。根據羅琳的說法，他的幻形怪就是他自己的屍體。羅琳還指哈利與佛地魔的區別，那就是在於哈利接受了死亡，而佛地魔不能，因此哈利最終比他的宿敵更強大。
總括而言，其性格為：
- 驕傲自負：首次與哈利對決時，數次冷嘲熱諷。認為麻瓜後代不該存在。
- 擁有追求最強的慾望：佛地魔最初表示他懷疑自己的魔法可能不是最強大的[7]，然而在重新獲得力量後，他向食死人承認自己忽略了莉莉·波特所使用的古老而強大的魔法，這讓哈利受到保護而免受傷害[27]；為了取得最強魔杖「接骨木魔杖」的使用權，盯上先前殺了此魔杖前持有者鄧不利多的石內卜（實質上是鄧不利多授意石內卜做的），引導其寵物蛇妖娜吉尼將他咬死，然而魔杖是屬於在第七集裡在馬份莊園奪取跩哥·馬份魔杖的哈利·波特（在第六集中跩哥·馬份對鄧不利多突襲施展繳械咒，因此魔杖主人意外變成跩哥·馬份，但無論是否依照鄧不利多與石內卜共同策劃的計劃進行，該魔杖都不會屬於石內卜）。他與哈利的最後一次交鋒中，在他向哈利施展索命咒時遭到接骨木魔杖的反彈，因此他是死於自己追求最強的慾望上。
- 害怕死亡，故將自己的靈魂撕裂為六個分靈體：湯姆·瑞斗的日記、魔佛羅·剛特的戒指、海加·赫夫帕夫的金盃、薩拉札‧史萊哲林的小金匣、羅威娜·雷文克勞的王冕、蛇妖娜吉妮，但卻在殺害嬰兒時期的哈利之時無意間創造第七個分靈體──哈利·波特。

### 魔法能力與技巧
羅琳在整個系列中把佛地魔塑造成一個極其強大、聰明而無情的黑巫師，他被形容為有史以來最偉大的和最強大的黑巫師。除了鄧不利多以外，他也是已知的唯一能夠悄然無聲地使用現影術。據說佛地魔只害怕一個巫師—阿不思·鄧不利多。
佛地魔是整個哈利波特故事中的最大反派，他在故事中展現了不同的魔法技巧：
- 操控：佛地魔於童年時就已能夠自由操控其魔法，以控制動物傷害牠們自己，或使用念力去控制物件。
- 飛行：在最後一本小說中，佛地魔能夠在不依賴任何飛行工具的情況下飛行—例如在小惠因區上空追殺真正的哈利·波特[31]（除了佛地魔本人外，石內卜也會這個魔法）。
- 爬說嘴：佛地魔跟其祖先—剛特家族一樣，是個可以說「蛇的語言」的爬說嘴，這意味著他可以與蛇交談。這項技能是從他們的祖先—薩拉札·史萊哲林那裡繼承下來的，而剛特家族成員之間也會以爬說語說話。這種極不尋常的特徵可以透過近親繁殖來得以保存，這就是剛特家族用來保持其家族血統純潔的一種做法。當佛地魔試圖殺害哈利時，他會說爬說語的能力透過其一小部分的靈魂傳給了哈利。當那靈魂碎片被摧毀後，哈利就失去了這種能力[32]。
- 魔法知識：在第六部小說的回憶中，佛地魔在一次工作面試中向鄧不利多吹噓說他「會把魔法的界限推得比以往任何時候還要遠[33]」。鄧不利多曾表示，佛地魔的魔法知識極為淵博，他對魔法知識的廣泛瞭解，比任何現今還活著的巫師都還要廣博[34]，甚至認為若佛地魔完全恢復其力量，即使是鄧不利多已知最強大的保護咒和護身符也可能抵擋不了。鄧不利多還指佛地魔可能是他在霍格華茲見過最聰明的學生[6]。
- 缺愛：儘管佛地魔在魔法技巧上仍然具高度造詣和技藝精湛的能力，然而他在最強大的魔法—愛—這個方面卻極其缺乏而且非常無能。這種無法去愛和信任他人的能力被證明是佛地魔於該系列中最大的弱點，甚至也得到佛地魔本人的承認[27]。他無法理解「愛」這種情感的意義，以及它所帶來的魔法力量。
- 魔法實驗：自稱對魔法進行了不少實驗，亦自創了不少咒語，雖然書中並沒有明確指出。召喚黑魔標記的魔法即為他的創作之一。
- 巫師決鬥：作為一名極為熟練的決鬥者，他曾在霍格華茲大戰中以其怒火的威力逼退麥教授、史拉轟和金利等魔法大師。在魔法部決戰中，佛地魔甚至可使鄧不利多的咒語反彈，並於戰敗後以殘餘法力控制哈利波特的心神。
- 黑魔法：他對於黑魔法極為精通，尤其是對不赦咒的控制。
- 破心術與鎖心術：他是已知世界上最偉大的破心者的其中之一，也是一個高度成熟的鎖心者；他能夠讀心並保護自己的思想免受入侵。作為一位高明的破心者和鎖心者，他能夠輕易看穿他人是否說謊，或是封鎖自己的心智。
- 變形術：佛地魔對變形術的掌握亦十分熟練。曾利用芭蒂達·巴沙特的屍體作為娜吉妮的偽裝，並製作彼得·佩迪魯的銀手。
- 製作分靈體：製作了7個分靈體，但巫師世界以往的記錄最多只有把靈魂分裂為兩半。這也成為了他自己最大的弱點，因為每銷毀一個分靈體，其自身的力量也會相應地削弱。
- 製作行屍：在兩次戰爭中都使用了行屍作為他的武器。鄧不利多曾說過他所殺的人多得幾乎可以組成一支行屍大軍。
- 附身：在敗亡之時變得無比虛弱的他，他連實體都沒有，但卻能佔據其他生物的肉體，相對地讓被附身的生物也很容易死亡—就如在阿爾巴尼亞需要不斷的更換用作附身的動物（較多為蛇，因為蛇就是史萊哲林的標誌），以及在第一輯電影中附身於奎若身上，復活之後在魔法部曾佔據哈利的身體，卻因無法忍受他擁有愛的保護而自行分離。

羅琳在她的網站上寫道，佛地魔的魔杖是以紫杉木製成，其有毒的汁液象徵著死亡；而哈利的魔杖由冬青所製，由於冬青據說可以驅邪，因此她選擇了它，這形成了刻意的對比。羅琳在小說中確定佛地魔透過哈利前額的傷疤來跟哈利神奇地連接在一起。當他針對哈利的殺戮咒反彈到他身上時，使他脫離其肉體，並在哈利的前額上留下了傷疤。在小說中（在電影中的程度較小），哈利的傷疤是佛地魔存在的標誌：當黑魔王靠近，或是當佛地魔感到殺氣騰騰或興高采烈的時候，它便會燃燒起來。根據羅琳的說法，佛地魔在哈利還是嬰兒的時候攻擊他，給他「其他巫師都不具備的工具—傷疤和其賦予的能力—進入佛地魔心靈的一個神奇的窗口。」

### 家庭
| \| \| \| \| \| \| \| \| \| \| \| \| \| \| \| \| \| 薩拉札·史萊哲林 \| 薩拉札·史萊哲林 \| 薩拉札·史萊哲林 \| 薩拉札·史萊哲林 \| 薩拉札·史萊哲林 \| 薩拉札·史萊哲林 \| \| \| 皮福雷家族 \| 皮福雷家族 \| 皮福雷家族 \| 皮福雷家族 \| 皮福雷家族 \| 皮福雷家族 \| \| \| \| \| \| \| \| \| \| \| \| \| \| \| \| \| \| \| \| \| \| \| \| \| \| \| \| 薩拉札·史萊哲林 \| 薩拉札·史萊哲林 \| 薩拉札·史萊哲林 \| 薩拉札·史萊哲林 \| 薩拉札·史萊哲林 \| 薩拉札·史萊哲林 \| \| \| 皮福雷家族 \| 皮福雷家族 \| 皮福雷家族 \| 皮福雷家族 \| 皮福雷家族 \| 皮福雷家族 \| \| \| \| \| \| \| \| \| \| \| \| \| \| \| \| \| \| \| \| \| \| \| \| \| \| \| \| \| \| \| \| \| \| \| \| \| \| \| \| \| \| \| \| \| \| \| \| \| \| \| \| \| 湯馬斯·瑞斗 \| 湯馬斯·瑞斗 \| 湯馬斯·瑞斗 \| 湯馬斯·瑞斗 \| 湯馬斯·瑞斗 \| 湯馬斯·瑞斗 \| \| \| 瑪麗·瑞斗 \| 瑪麗·瑞斗 \| 瑪麗·瑞斗 \| 瑪麗·瑞斗 \| 瑪麗·瑞斗 \| 瑪麗·瑞斗 \| \| \| 魔佛羅·岡特 \| 魔佛羅·岡特 \| 魔佛羅·岡特 \| 魔佛羅·岡特 \| 魔佛羅·岡特 \| 魔佛羅·岡特 \| \| \| \| \| \| \| \| \| \| \| \| \| \| \| \| \| \| \| \| 湯馬斯·瑞斗 \| 湯馬斯·瑞斗 \| 湯馬斯·瑞斗 \| 湯馬斯·瑞斗 \| 湯馬斯·瑞斗 \| 湯馬斯·瑞斗 \| \| \| 瑪麗·瑞斗 \| 瑪麗·瑞斗 \| 瑪麗·瑞斗 \| 瑪麗·瑞斗 \| 瑪麗·瑞斗 \| 瑪麗·瑞斗 \| \| \| 魔佛羅·岡特 \| 魔佛羅·岡特 \| 魔佛羅·岡特 \| 魔佛羅·岡特 \| 魔佛羅·岡特 \| 魔佛羅·岡特 \| \| \| \| \| \| \| \| \| \| \| \| \| \| \| \| \| \| \| \| \| \| \| \| \| \| \| \| \| \| \| \| \| \| \| \| \| \| \| \| \| \| \| \| \| \| \| \| \| \| \| \| \| \| \| \| \| \| \| \| \| \| \| \| \| \| \| \| \| \| \| \| \| \| \| \| \| \| \| \| \| \| \| \| \| \| \| \| \| \| \| \| \| \| \| \| \| \| \| \| \| \| \| \| \| \| 湯姆·瑞斗 \| 湯姆·瑞斗 \| 湯姆·瑞斗 \| 湯姆·瑞斗 \| 湯姆·瑞斗 \| 湯姆·瑞斗 \| \| \| 魔柔·岡特 \| 魔柔·岡特 \| 魔柔·岡特 \| 魔柔·岡特 \| 魔柔·岡特 \| 魔柔·岡特 \| \| \| 魔份·岡特 \| 魔份·岡特 \| 魔份·岡特 \| 魔份·岡特 \| 魔份·岡特 \| 魔份·岡特 \| \| \| \| \| \| \| \| \| \| \| \| \| \| \| \| \| \| \| \| 湯姆·瑞斗 \| 湯姆·瑞斗 \| 湯姆·瑞斗 \| 湯姆·瑞斗 \| 湯姆·瑞斗 \| 湯姆·瑞斗 \| \| \| 魔柔·岡特 \| 魔柔·岡特 \| 魔柔·岡特 \| 魔柔·岡特 \| 魔柔·岡特 \| 魔柔·岡特 \| \| \| 魔份·岡特 \| 魔份·岡特 \| 魔份·岡特 \| 魔份·岡特 \| 魔份·岡特 \| 魔份·岡特 \| \| \| \| \| \| \| \| \| \| \| \| \| \| \| \| \| \| \| \| \| \| \| \| \| \| \| \| \| \| \| \| \| \| \| \| \| \| \| \| \| \| \| \| \| \| \| \| \| \| \| \| \| \| \| \| \| \| \| \| \| \| \| \| \| 湯姆·魔佛羅·瑞斗 （佛地魔） \| \| \| \| \| \| \| \| \| \| \| \| \| \| \| \| \| \| \| \| \| \| \| \| \| \| \| \| \| \| \| \| \| \| \| \| \| \| \| \| \| \| \| \| \| \| \| \| \| \| \| \| \| \| \| \| \| 哈利·波特 \| \| \| \| \| \| \| \| \| \| \| \| \| \| \| \| 註：湯馬斯·瑞斗和瑪麗·瑞斗的名字均取自《哈利波特》系列電影。 波特家族族譜的詳細內容在此則不作顯示。 |             |             |             |             |             |           |           |                             |           |           |           |           |           |           |           |                 |                 |                 |                 |                 |                 |           |           |            |            |            |            |            |            |  |  |  |  |  |  |  |  |  |  |
| |             |             |             |             |             |           |           |                             |           |           |           |           |           |           |           | 薩拉札·史萊哲林 | 薩拉札·史萊哲林 | 薩拉札·史萊哲林 | 薩拉札·史萊哲林 | 薩拉札·史萊哲林 | 薩拉札·史萊哲林 |           |           | 皮福雷家族 | 皮福雷家族 | 皮福雷家族 | 皮福雷家族 | 皮福雷家族 | 皮福雷家族 |  |  |  |  |  |  |  |  |  |  |
| |             |             |             |             |             |           |           |                             |           |           |           |           |           |           |           | 薩拉札·史萊哲林 | 薩拉札·史萊哲林 | 薩拉札·史萊哲林 | 薩拉札·史萊哲林 | 薩拉札·史萊哲林 | 薩拉札·史萊哲林 |           |           | 皮福雷家族 | 皮福雷家族 | 皮福雷家族 | 皮福雷家族 | 皮福雷家族 | 皮福雷家族 |  |  |  |  |  |  |  |  |  |  |
| |             |             |             |             |             |           |           |                             |           |           |           |           |           |           |           |                 |                 |                 |                 |                 |                 |           |           |            |            |            |            |            |            |  |  |  |  |  |  |  |  |  |  |
| 湯馬斯·瑞斗 | 湯馬斯·瑞斗 | 湯馬斯·瑞斗 | 湯馬斯·瑞斗 | 湯馬斯·瑞斗 | 湯馬斯·瑞斗 |           |           | 瑪麗·瑞斗                   | 瑪麗·瑞斗 | 瑪麗·瑞斗 | 瑪麗·瑞斗 | 瑪麗·瑞斗 | 瑪麗·瑞斗 |           |           | 魔佛羅·岡特     | 魔佛羅·岡特     | 魔佛羅·岡特     | 魔佛羅·岡特     | 魔佛羅·岡特     | 魔佛羅·岡特     |           |           |            |            |            |            |            |            |  |  |  |  |  |  |  |  |  |  |
| 湯馬斯·瑞斗 | 湯馬斯·瑞斗 | 湯馬斯·瑞斗 | 湯馬斯·瑞斗 | 湯馬斯·瑞斗 | 湯馬斯·瑞斗 |           |           | 瑪麗·瑞斗                   | 瑪麗·瑞斗 | 瑪麗·瑞斗 | 瑪麗·瑞斗 | 瑪麗·瑞斗 | 瑪麗·瑞斗 |           |           | 魔佛羅·岡特     | 魔佛羅·岡特     | 魔佛羅·岡特     | 魔佛羅·岡特     | 魔佛羅·岡特     | 魔佛羅·岡特     |           |           |            |            |            |            |            |            |  |  |  |  |  |  |  |  |  |  |
| |             |             |             |             |             |           |           |                             |           |           |           |           |           |           |           |                 |                 |                 |                 |                 |                 |           |           |            |            |            |            |            |            |  |  |  |  |  |  |  |  |  |  |
| |             |             |             |             |             |           |           |                             |           |           |           |           |           |           |           |                 |                 |                 |                 |                 |                 |           |           |            |            |            |            |            |            |  |  |  |  |  |  |  |  |  |  |
| |             |             |             | 湯姆·瑞斗   | 湯姆·瑞斗   | 湯姆·瑞斗 | 湯姆·瑞斗 | 湯姆·瑞斗                   | 湯姆·瑞斗 |           |           | 魔柔·岡特 | 魔柔·岡特 | 魔柔·岡特 | 魔柔·岡特 | 魔柔·岡特       | 魔柔·岡特       |                 |                 | 魔份·岡特       | 魔份·岡特       | 魔份·岡特 | 魔份·岡特 | 魔份·岡特  | 魔份·岡特  |            |            |            |            |  |  |  |  |  |  |  |  |  |  |
| |             |             |             | 湯姆·瑞斗   | 湯姆·瑞斗   | 湯姆·瑞斗 | 湯姆·瑞斗 | 湯姆·瑞斗                   | 湯姆·瑞斗 |           |           | 魔柔·岡特 | 魔柔·岡特 | 魔柔·岡特 | 魔柔·岡特 | 魔柔·岡特       | 魔柔·岡特       |                 |                 | 魔份·岡特       | 魔份·岡特       | 魔份·岡特 | 魔份·岡特 | 魔份·岡特  | 魔份·岡特  |            |            |            |            |  |  |  |  |  |  |  |  |  |  |
| |             |             |             |             |             |           |           |                             |           |           |           |           |           |           |           |                 |                 |                 |                 |                 |                 |           |           |            |            |            |            |            |            |  |  |  |  |  |  |  |  |  |  |
| |             |             |             |             |             |           |           | 湯姆·魔佛羅·瑞斗 （佛地魔） |           |           |           |           |           |           |           |                 |                 |                 |                 |                 |                 |           |           |            |            |            |            |            |            |  |  |  |  |  |  |  |  |  |  |
| |             |             |             |             |             |           |           |                             |           |           |           |           |           |           |           |                 |                 |                 |                 |                 |                 |           |           | 哈利·波特  |            |            |            |            |            |  |  |  |  |  |  |  |  |  |  |

#### 瑞斗家
瑞斗家是一個古老的紳士家庭，由湯馬斯和瑪麗·瑞斗，以及他們的兒子湯姆·瑞斗（佛地魔父親）組成。他們擁有小漢果頓所在山谷一半以上的地方，而湯馬斯是該鎮上最傑出的居民。他們一家住在一座帶有美麗花園的大宅裡，但他們勢利的態度在當地居民中變得不受歡迎。作為湯馬斯和瑪麗的獨生子的湯姆，其主要興趣是騎馬和沉溺於女色。羅琳於中透露，年輕的魔柔·剛特愛上了當地鄉紳之子湯姆·瑞斗，每每遇到機會便透過窗戶和灌木叢凝視著他。魔柔的哥哥魔份不贊成其妹妹對湯姆的感情，並在他騎馬經過的時候對他施展毒咒，讓他身上長滿了蕁麻疹。這種違反巫師法的行為，以及隨之而來的與魔法部官員的激烈鬥爭，導致魔佛羅與魔份被囚禁在阿茲卡班。
作為薩拉札·史萊哲林最後一支血脈的魔柔·剛特，正如鄧不利多所推測的那樣：當魔柔獨自一人的時候，她便不再受其父親的支配，她便可以對湯姆採取行動。魔柔迷惑著湯姆，把一杯摻有愛情魔藥的飲料給他飲用，讓他迷上了魔柔；二人很快就私奔，魔柔並在婚後三個月內懷孕了。懷孕後的魔柔由於認為對男人使用這樣的魔法無異於奴役，於是她便決定停止給湯姆服用愛情魔藥，她還向湯姆透露了其女巫的身份，相信要不是他自己愛上了她的話，或許他至少也會為他們未出生的孩子留下來。然而她錯了，清醒的湯姆很快便離開了懷孕的妻子並回到了父母身邊，聲稱自己被「蒙蔽」並且被騙跟魔柔結婚，讓她被硬生生的拋棄了。窮困潦倒的魔柔在1926年的除夕夜（1926年12月31日）於倫敦的伍氏孤兒院（Wool's Orphanage）裡誕下兒子，並於分娩期間去世。她在過世前告訴護士長柯爾太太指，她的孩子會以他的父親與外祖父的名字，並以其丈夫的姓氏來命名，名為湯姆·魔佛羅·瑞斗，讓她的孩子獨自在孤兒院長大。
在中，據透露佛地魔把其父親與祖父母謀殺了，使他成為瑞斗家族唯一倖存的成員。
長大後的湯姆很不喜歡自己的名字，認為這個名字令他與常人無異，故他把自己的名字作字母重組，把湯姆·魔佛羅·瑞斗（TOM MARVOLO RIDDLE）轉換成為「我是佛地魔王（I AM LORD VOLDEMORT）」。這個名字只有阿不思·鄧不利多、哈利·波特及麥米奈娃等少數人能夠勇敢說出，而鄧不利多在面對他的時候也一如以往的直接稱呼他為湯姆，而哈利則在中的最後對決時才直言不諱地稱他為瑞斗（也就是他的姓氏），這個在西方國家裡，人們通常以姓氏稱呼不熟悉的人或是仇人。根據第七集所述，佛地魔於其名字上施咒讓所有唸其稱呼的人會被追蹤得到，因此大部分人不敢直呼其名也是有道理的。
以歷史為鑑，佛地魔對征服魔法世界的渴望、對麻瓜的排斥、自認的高貴血統、冷酷的政策，以及在年輕時代富有感染力的演說技巧等，再加上電影中對其鼻子的特效，容易讓人聯想到現實中的法西斯主義與希特勒，電影中的佛地魔也由參演納粹片而走紅的雷夫·范恩斯飾演。該系列的作者本人J·K·羅琳就曾強烈批評歐洲的新納粹，這可能以此角色為暗喻。

#### 岡特家族
在中，大部分剛特家族的背景都在鄧不利多的儲思盆作為媒介中有所闡述：岡特家族是薩拉札·史萊哲林最後一個已知的後代，他們曾經是一個強大而具影響力的家族，然而該家庭內部通過旨在保護並強化其血統純潔的表親婚姻使他們的脈絡變得精神不穩定和具暴力的傾向，更讓他們陷入貧困和骯髒，就如鄧不利多與哈利在儲思盆所親眼目睹的「記憶」所示。跟薩拉札·史萊哲林一樣，岡特家族的成員都是爬說嘴。在故事發生的時候，岡特家族唯一的物質資產就是位於小漢果頓的一個搖搖欲墜的棚屋，它矗立於瑞斗家大宅對面山谷的灌木叢裡。岡特家族就如瑞斗家同樣不受當地居民的歡迎，他們以粗野和令人膽怯而聞名。
魔佛羅·岡特是這個家族最後的大家長。他由於跟其兒子襲擊魔法部官員而使他被判處於阿茲卡班作短期的監禁；這影響了他的健康，使他回家後不久便去世了。他的印章戒指傳給了他的兒子魔份·岡特，後者因襲擊麻瓜而被定罪，後來死於阿茲卡班，而該定罪就是謀殺小湯姆·瑞斗（佛地魔）與瑞斗的父母。鄧不利多在阿茲卡班探訪魔份以收集有關佛地魔信息的時候發現了真正的罪魁禍首—當鄧不利多成功提取了魔份與其姨甥相遇的記憶後，他試圖利用該證據把魔份釋放，然而魔份卻在作出判決前就死了。岡特這個家族以魔份之死從而沒落了。
魔佛羅·岡特的女兒—魔柔·岡特，也就是魔份的妹妹。哈利對她的第一印象是她看起來「就像他見過的最失敗的人」。她嫁給了湯姆·瑞斗，並在婚禮後三個月內懷孕了。有指她利用愛情魔藥來欺騙其丈夫愛上她，但她選擇當她懷孕後停止服用這種魔藥。這暗示魔柔經已厭倦了謊言，並認為其丈夫可能已愛上了她，相信他或許會為了兩人未出生的孩子而留下；然而，他最終離開了她。絕望的魔柔在倫敦街頭徘徊。她唯一留下的東西就是曾經屬於薩拉札·史萊哲林的那個沉甸甸的小金匣，那是其家族最珍貴的物品之一，她以少量的金錢出售。當她即將臨盤時，她跌跌撞撞地進入了一間麻瓜孤兒院，她在那裡誕下了她唯一的兒子，隨後她在接下來的一個小時內去世了。
葛姆蕾·岡特是薩拉札·史萊哲林於17世紀的後裔，她跟薩拉札·史萊哲林一樣是個爬說嘴，其魔杖曾經屬於薩拉札本人。葛姆蕾於1600年代初居於愛爾蘭，並在霍格華茲接受教育。大約在1608年，葛姆萊殺掉她疏遠了的姐姐以及姐夫威廉·瑟爾（愛爾蘭女巫摩里根的後裔），並綁架了兩人5歲的女兒伊索·瑟爾（Isolt Sayre），她撫養在鄰近的柯姆加里谷地（Coomcallee），或稱為女巫峽谷（Hag's Glen）的地方，因為她覺得伊索的父母與麻瓜的關係會對伊索造成不良的影響。對黑魔法狂熱而殘忍的葛姆蕾把伊索跟其他人隔離開來，並禁止她使用魔杖，也不允許伊索如她自己那樣到霍格華茲上學，厭惡現在到處都是麻瓜出身的人。跟葛姆蕾一起生活了12年的伊索，她把葛姆蕾的魔杖偷去並逃到了英屬美洲殖民地並定居於麻省，她在那裡創立了伊法魔尼巫術與魔法學校。當葛姆萊斯得知這所學校後，她到麻省追捕其姨甥女，讓她在那裡被伊索的朋友—名為威廉的普克奇（Pukwudgie）以毒箭射殺。
由於岡特家族（包括佛地魔在內）的跟哈利·波特有著共同的祖先──皮福雷家族，因此同樣作為皮福雷家族後裔的佛地魔跟哈利有著遠親的關係，然而他們的親屬關係卻很疏遠。

## 相關情節

### 神秘的魔法石
佛地魔於《神秘的魔法石》中首次亮相。羅琳在這個故事中把他介紹為試圖殺害哈利·波特的黑魔王，因為有預言指這個男孩將會毀滅他，佛地魔還謀殺了哈利的父母—詹姆·波特與莉莉·波特。當佛地魔試圖以索命咒謀殺哈利時，由於哈利母親的愛和願意為兒子犧牲自己，結果讓還是嬰兒的哈利倖免於難。這讓佛地魔脫離肉體，而哈利的額頭上則留下了一道神秘的閃電形傷疤。
在小說中，佛地魔試圖透過偷去名副其實的魔法石來恢復其融化了的身體，但沒有成功。為了達到其目的，佛地魔利用奎若教授透過抓住後者的後腦勺來提供幫助。然而，在小說的高潮部分，哈利設法阻止佛地魔把這塊魔法石盜走。

### 消失的密室
在該系列第二輯小說中，羅琳介紹了湯姆·魔佛羅·瑞斗—佛地魔的少年化身，它寄存於金妮·衛斯理發現的一本魔法日記本中。在這輯小說中，金妮被描述為一個對哈利心動的害羞女孩。感到焦慮和孤獨的她開始寫日記，並跟富有同情心的湯姆分享她內心最深切的恐懼。然而在故事的高潮部分，當瑞斗把其名字中的字母重新排列而寫成「我就是佛地魔王（I am Lord Voldemort）」的時候，瑞斗被揭示為那個後來長大成為黑魔王的男孩的一種魔法的表現形式。瑞斗指自己因為金妮的恐懼而變得堅強並最終佔據了她，利用她作為解鎖消失的密室之棋子，並從那裡把一頭蛇妖釋放了出來，攻擊並石化了幾名霍格華茲的學生與教職員。哈利從日記和蛇妖中擊敗了瑞斗的顯現。
在裡，阿不思·鄧不利多向哈利透露，這本日記是佛地魔的其中一個分靈體。

### 阿茲卡班的逃犯
在該系列的第三輯小說《阿茲卡班的逃犯》裡，佛地魔並沒有出現，無論是親自出現還是作為魔法顯現。然而，當哈利因催狂魔的惡劣影響而昏倒時，他會聽到其聲音。直到故事的最後，占卜學教授西碧·崔老妮作出了一個罕見的真實預言：「黑魔王孤獨無友，並且被他的追隨者遺棄。其僕人經已被鎖了十二年。今晚，午夜之前，其僕人將掙脫束縛，出發回到他的主人身邊。黑魔王將在他的僕人的協助下重新崛起，比以往的任何時候都更大更可怕。今晚...午夜前...僕人...將出發...重新加入...他的主人...。」雖然最初暗示預言指的是該小說中表面上的對手—天狼星·布萊克，然而其僕人最終被揭露為彼得·佩迪魯，他在佛地魔倒台的12年裡一直偽裝成為榮恩·衛斯理的寵物老鼠斑斑。

### 火盃的考驗
在該系列的第四輯作品中，佛地魔再次出現於小說的開首和高潮那裡。羅琳讓許多看似不相關的情節元素井然有序地出現在小說及電影中。據透露，佛地魔的爪牙小巴堤·柯羅奇偽裝成霍格華茲的教授阿拉特·穆敵，並為了哈利的利益而操縱了三巫鬥法大賽的事件。佛地魔的目標是把在鄧不利多的監視下的哈利傳送至瑞斗家族被埋葬的墓地──小漢果頓，讓哈利作為一個不情願的參與者。哈利被活捉了，並在佩迪魯以哈利的血完成了一個可怕的魔法儀式後，佛地魔重獲了身體並恢復了其全部力量。羅琳首次描述了其外表：「高而瘦骨嶙峋」，他的一張臉「比頭骨還要白，一雙猩紅色的大眼睛，還有一個如蛇一般的扁平鼻子，鼻孔上有縫隙。」羅琳還寫道，他的「雙手就像大而蒼白的蜘蛛；他修長的白色手指撫摸著自己的胸膛、手臂和臉龐；那雙紅色眼睛，像貓一般狹長的瞳孔，在黑暗中閃爍著更加明亮的光芒。」
據透露，佩迪魯在阿爾巴尼亞俘虜了魔法部官員柏莎·喬金斯，後者因獲取有關魔法部的信息而遭受酷刑咒的折磨。在眾人得知忠實的食死人小巴堤·柯羅奇被偷偷帶離阿茲卡班並被私下關押於其父親的家後，喬金斯就被殺害了。在佩迪魯的幫助下，佛地魔為自己創造了一個細小而原始的的身軀，其肉體足以旅行和施展魔法，他並且制訂了一個計劃，通過俘虜哈利來恢復自己的身體。該計劃的一部分被瑞斗家的園丁法蘭克·布萊斯偷聽到，隨後佛地魔把他殺掉。佛地魔隨後完成了其計劃，並透過哈利的血進行的儀式恢復了整個身體。當他召喚他的食死人到墓地見證哈利的死亡時，同時向哈利作出決鬥的挑戰。然而，當佛地魔與哈利決鬥時，由於兩根魔杖的核心同為鳳凰的羽毛，使他們的魔杖神奇地連結在一起。由於後來被揭示為符咒倒轉的現象，使佛地魔最近的受害者（包括哈利的父母）以幽靈般的顯現並隨後出現來分散佛地魔的注意力，讓哈利有足夠的時間帶著他的同學西追·迪哥里的屍首透過港口鑰逃脫，西追在佛地魔的命令下被佩迪魯殺害。

### 鳳凰會的密令
佛地魔出現在第五輯作品的高潮裡，再次密謀對付哈利。哈利在這輯小說中經歷了極端的情緒壓力，根據羅琳的說法，由於他是人類，因此有必要證明哈利於情感上是脆弱的，這跟其剋星—在情感上無懈可擊的佛地魔相反，因此他是不人道：「（哈利）是一個非常『人性化』的英雄，很明顯，這在他作為一個非常人性化的英雄與佛地魔之間存在著對比，佛地魔故意把自己『去人性化』。...因此，哈利確實必須達到幾乎讓他崩潰的地步。」在這小說中，佛地魔充分地利用了魔法部拒絕相信他經已捲土重來的事實。佛地魔策劃了一個從阿茲卡班解救貝拉·雷斯壯和其他食死人的計劃，然後開始檢索存儲在神秘部門中的關於哈利與他自己的預言之完整記錄。他派遣了一群食死人獲取預言，鳳凰會在那裡遇見了他們。在神秘事務司之戰中，除了貝拉·雷斯壯之外，所有食死人都被抓獲，佛地魔更與鄧不利多展開了一場激烈的決鬥。當鄧不利多佔上風時，佛地魔試圖佔有哈利的身體，他卻發現自己做不到；哈利充滿了佛地魔無法理解的東西，也是他厭惡的弱點：愛。察覺到鄧不利多會獲勝的佛地魔利用消影術逃去，然而他被魔法部長親眼見到，使他於下輯小說的捲土重來成為公眾所知的事實。

### 混血王子的背叛
佛地魔並沒有出現在小說中，儘管其存在與行為是可以感受到：他再次宣戰，並再度開始掌權。他謀殺了魔法執行部門的部門首長愛蜜莉·波恩，並開始瞄準鳳凰社的成員，包括伊美玲·旺司。
羅琳以幾個章節來闡述並建立佛地魔的背景故事：在一系列回憶片段中，她利用儲思盆作為情節裝置，來揭示佛地魔是女巫魔柔·剛特跟一個麻瓜名為湯姆·瑞斗的兒子。瑞斗於孩子出生前拋棄了魔柔，魔柔於孩子出生後不久便去世了。在住進孤兒院後，年幼的瑞斗遇到了鄧不利多，鄧不利多告訴他指自己是個巫師，並安排他到霍格華茲上學。瑞斗表面上是一個模範學生，但實際上是一個心理病態者，他使用自己的力量來虐待狂的傷害和控制他人為樂。他最終謀殺了其父親和祖父母，以報復他們把他拋棄。該小說還討論了瑞斗對麻瓜的仇恨，以及他對分靈體的痴迷，以及他以靈魂分裂來實現永生不朽的願望。羅琳說出了佛地魔受愛情魔藥影響的概念象徵著他被帶到這個世界那脅迫環境的構想。
在小說的主要情節中，佛地魔的下一步是策劃襲擊霍格華茲並殺害鄧不利多。這是由跩哥·馬份完成：他安排了一對消失櫥櫃把食死人運送往霍格華茲，這繞過了學校周圍所設置的廣泛保護魔法。該消失衣櫥讓佛地魔的食死人藉此進入霍格華茲，戰鬥也在那裡開始，鄧不利多被逼陷入絕境。當跩哥無法強迫自己這樣做時，（作為雙重間諜的）霍格華茲教授賽佛勒斯·石內卜使用了索命咒對付鄧不利多。

### 死神的聖物
佛地魔於小說中進一步尋求終極的力量，他處置了魔法部部長並以派厄思·希克泥在蠻橫咒下取代了他，並建立了一個極權主義的警察國家，他讓麻瓜出身者因為從純血巫師身上「竊取魔法」而遭到迫害和逮捕。在未能利用從跩哥的父親魯休思·馬份借來的魔杖殺死哈利之後（避免出現符咒倒轉的影響），他繼續對有史以來最強大的接骨木魔杖進行凶殘的搜索，將其視為克服哈利魔杖，並讓他真正立於不敗之地所需要的武器。他繼續執行一項出國的任務，就是前往葛果羅威（Gregorovitc）的魔杖店，並在那裡殺害了接骨木魔杖的製造者。佛地魔的旅程還把他帶到關押著蓋勒·葛林戴華德的紐蒙迦德監獄，他在那裡殺害了葛林戴華德。他終於找到了接骨木魔杖並從鄧不利多的墳墓中把它偷去。

#### 死亡
佛地魔於後來得知哈利與他的朋友們在古靈閣的雷斯壯家族的金庫被盜的消息後，他發現他們正在狩獵並陸續摧毀他的分靈體，包括赫夫帕夫的金盃。佛地魔召集了一支食死人大軍並發動了對霍格華茲城堡的入侵，而哈利正在那裡尋找雷文克勞的王冕。佛地魔命令其蛇妖娜吉妮把石內卜處決掉，並相信這將使他成為接骨木魔杖的主人，因為石內卜殺死了鄧不利多。然後他給予霍格華茲師生有一個小時的停戰協定以換取哈利。當哈利心甘情願地走進佛地魔位於禁忌森林邊緣的陣營時，佛地魔以接骨木魔杖施展索命咒把他擊倒。此時，佛地魔把其意外存在於哈利體內的靈魂碎片親手銷毀了，這讓哈利的性命逃過了一劫。然而，佛地魔在利用哈利的血來復活佛地魔的軀體被證明是一個重大的挫折：當哈利的血液在佛地魔體內的血管中流動時，使哈利母親對兒子的保護魔法因此也存在於佛地魔體內。
佛地魔強迫魯霸·海格把哈利那顯然毫無生氣的屍體作為戰利品帶回霍格華茲城堡，這引發了另一場戰鬥。戰鬥隨後進入了大廳，佛地魔同時跟米奈娃·麥、金利·俠鉤帽及赫瑞司·史拉轟同時戰鬥。在一眾霍格華茲學生與教職員在場下，佛地魔跟哈利以魔杖進行決鬥。然而在這場戰鬥中，佛地魔的最後一個分靈體—娜吉妮，遭到奈威·隆巴頓摧毀。當佛地魔以索命咒攻擊哈利時，咒語反彈回到佛地魔身上，由於他所有的分靈體也遭摧毀，因此讓喪失了所有分靈體的佛地魔就這樣被自己索命咒奪去了性命。
後來有解釋指，當跩哥於《混血王子的背叛》中解除了鄧不利多的武裝，這使跩哥成為了接骨木魔杖的真正主人；後來，哈利於跩哥手上贏得該魔杖時，接骨木魔杖的效忠便轉移到哈利身上；當佛地魔以接骨木魔杖向哈利施展索命咒時，由於接骨木魔杖無法傷害其真正的主人而把其攻擊反彈到施展該咒語的佛地魔身上，而佛地魔由於喪失其所有的分靈體，因此他最後就這樣真正的死了。
佛地魔死後，其屍體與其他跟他戰鬥而去世的人被放置於不同的房間裡。
羅琳表示，佛地魔在禁忌森林的對戰後，他被迫以哈利於國王十字車站中看見那發育不良的嬰兒般的垂死形態存在。羅琳還提到，儘管佛地魔極度害怕死亡，但他並不能成為幽靈。

## 评价
佛地魔作為一個邪惡角色而備受評論，有些人在佛地魔與一些政客之間進行了比較。羅琳曾指佛地魔為「希特勒的一類」，並且在她的作品中與納粹主義也有一些相似之處。除此以外，羅琳還把佛地魔比喻為约瑟夫·斯大林。《哈利波特：阿茲卡班的逃犯》的電影導演阿方索·卡隆把佛地魔跟喬治·布殊及薩達姆·侯賽因進行了比較，他說：「......有私利，並且非常熱愛權力。此外，就是對環境的漠視。喜歡操縱別人。」
安德魯·斯萊克（Andrew Slack）與哈利波特聯盟（Harry Potter Alliance）把美國的媒體整合比作《死神的聖物》中的佛地魔政權及其對《預言家日報》和其他媒體的控制，稱：「一旦佛地魔接管了魔法世界的所有的媒體形式，鄧不利多的軍隊與鳳凰會成立了一個名為『波特觀察（Potterwatch）』的獨立媒體運動。現在，哈利波特聯盟跟巫師搖滾（Wizard Rock）聯合起來，為現實世界中的《波特觀察》運動而戰，以反擊大伏地傳媒（Big VoldeMedia）來進一步推動本地和外國新聞、少數派代表權和新聞自由權。」
《Slate》的茱莉雅·特納（Julia Turner）還注意到與反恐戰爭事件之間的相似之處。她指佛地魔犯下了恐怖主義的行為，例如摧毀橋樑、謀殺無辜者，以及強迫兒童殺死他們的長輩。羅琳在2016年特朗普競選美國總統期間把佛地魔比作當勞·特朗普。
佛地魔還跟其他小說角色作比較，例如《魔戒》中的索倫：在主要情節發生的時候，在他們被認為經已死亡，或是至少不再構成威脅後尋求恢復失去了的力量，並且他們也非常讓人恐懼，以至於有時他們不具名。《IGN》把佛地魔列為他們「最喜歡的哈利波特角色」的第七位，稱他「真的很駭人」。

## 流行文化
有些活動以佛地魔的邪惡來與政治家、大型媒體和企業的影響進行比較，文德森有時會使用「佛地魔王（Lord Voldemort）」的暱稱。佛地魔也是巫師搖滾樂隊中反覆出現的主題。《佛地魔擋不住搖滾》是巫師搖滾樂隊哈利與波特氏的第二張專輯，並且在《黑魔王的哀歌（The Dark Lord Lament）》和《血肉之骨（Flesh, Blood, and Bone）》等歌曲中都提到了這個角色。
佛地魔在各種場合都曾經被戲仿：
- 在《阿森一族》第13季的首映式《恐怖的樹屋第12集》上，蒙哥馬利·伯恩斯以「蒙蒂莫特魔王（Lord Montymort）」的身份出現[77]。
- 佛地魔的戲仿在《愛酷一族》中，以「Moldybutt魔王（Lord Moldybutt）」出現，作為戲仿哈利的奈傑爾·普蘭特（Nigel Planter）的敵對者[78]。
- 佛地魔也有出現於尼爾·西塞雷加（英语：Neil Cicierega）的《波特木偶夥伴（英语：Potter Puppet Pals）》的小品中，包括他在內的一集是截至2008年有史以來觀看次數排名第17位的影片，並且在YouTube上獲得了2007年的「最佳喜劇獎」[79]。其中之一的
- 在2007年5月21日發行的《時代雜誌》裡的一篇文章《繼續魔法（Continuing the Magic）》，當中包括由作者Lon Tweeten設計的模擬書封面，並帶有流行文化的參考。其中之一的《舞蹈的黑魔王（Dark Lord of the Dance）》展示了佛地魔與哈利於百老匯的合作[80]。
- 在《瘋狂雜誌》的電影戲仿中，有一個角色稱為「德魯克魔魔王（Lord Druckermort）」，這是對該雜誌長期漫畫家莫特·德魯克（英语：Mort Drucker）的反向引用。
- 在艾倫·摩爾的《非凡紳士聯盟：1969（英语：The League of Extraordinary Gentlemen, Volume III: Century）》中，一個年輕的湯姆·魔佛羅·瑞斗出現了（他被介紹為「湯姆」，其中間名是「奇蹟」，而姓氏為「難題」），並在故事結束時成為奧利佛·哈多（Oliver Haddo）的新頭像[81]。
- 在《非常波特的音樂劇（英语：A Very Potter Musical）》中，佛地魔一角由演員喬·沃克（Joe Walker）飾演。
- 在《2012年夏季奧林匹克運動會開幕典禮》上慶祝英國兒童文學的片段中，充氣的佛地魔與紅心皇后、胡克船長（英语：Captain Hook）和庫伊拉·德·威爾等其他反派人物一起出現困擾著孩子們的夢想，在一群人到來之前，超過30名瑪麗·波平斯帶著雨傘下來把他們打敗[82]。
- 在2016年美國大選期間，天空新聞台記者克雷格·狄龍（Craig Dillon）向丹尼爾·域卡夫問及他是否會把唐納德·特朗普跟佛地魔進行比較，域卡夫回應指：「特朗普更糟」[83]。
- 佛地魔以小丑的角色出現於《LEGO蝙蝠俠英雄傳》中，作為他招募來接管葛咸城幻影區（英语：Phantom Zone）內其中的一名囚犯。儘管賴夫·費恩斯在這部電影中聲演英國管家阿福·潘尼和夫，但他並沒有重新飾演佛地魔的角色。相反，佛地魔一角由埃迪·伊扎德飾演[84]。
- 在《哈利波特》系列的電玩遊戲以外，佛地魔也是《樂高維度（英语：Lego Dimensions）》的玩家角色，其中包含費恩斯在電影中為其畫外音所描繪的聲音檔案。
- 2018年意大利的一部名為《佛地魔：傳人的起源》的愛好者電影，當中描述了湯姆·瑞斗崛起的故事[85][86]。
- 佛地魔出現於《太空也入樽：改朝換代》中，在人群之間觀看Tune小隊與Goon小隊之間進行的比賽[87]。
- 一部名為《剛特之家—佛地魔的起源》的法國粉絲製作短片，當中探討了佛地魔與剛特家族起源的故事[88][89][90]。
- 2022年5月，澳洲工黨資深議員塔尼婭·普莉貝絲把澳洲自由黨的前國防大臣彼得·達頓比喻作佛地魔[91]。在布里斯班廣播電台4BC（英语：4BC）討論達頓成為自由黨領袖的指望時，她說：「我認為會有很多孩子看過很多哈利波特電影，他們會非常害怕晚上在電視上看到的東西，那是肯定的...我是說他看起來有點像佛地魔，我們將看看他是否能夠做到他上次競選領袖時所承諾的那樣有更多的微笑[91]。」普莉貝絲辦公室的一位發言人表示，她在接受訪問後不久就聯繫了達頓以毫無保留地道歉，並指她不應該發表該評論[92]。工黨領袖兼總理安東尼·阿爾巴尼斯指普莉貝絲的評論「不可接受」，而她作出道歉是正確的[93]。達頓證實了普莉貝絲經已致歉[93]。作為回應，達頓指雖然這些評論很不幸，但它們是「從鴨背上澆水」[94]。他指自己意識到他「不是街區裡最漂亮的傢伙」，並說他是因為被診斷出患有皮膚病而禿頂[95]。